# Paprotnia
Paprotnia [pronunciación en polaco: /paˈprɔtɲa/] es un pueblo ubicado en el distrito administrativo de Gmina Brzeziny, dentro del Distrito de Brzeziny, Voivodato de Łódź, en Polonia central. Se encuentra aproximadamente a 4 kilómetros al oeste de Brzeziny y a 16 kilómetros al este de la capital regional Łódź.